# Armutcuk, Büyükorhan
Armutcuk là một xã thuộc huyện Büyükorhan, tỉnh Bursa, Thổ Nhĩ Kỳ.